# Roxborough
Roxborough es una localidad de Trinidad y Tobago, que forma parte de la parroquia de St. Paul.

## Geografía
La localidad abarca parte de la isla de Tobago y limita al norte con Campbleton-Charlotteville (localidad perteneciente a la parroquia de St. John), al sur con el océano Atlántico, al este con Delaford y Betsy's Hope y al oeste con Argyle-Kendal.

## Demografía
Datos demográficos de la localidad de Roxborough:
| Gráfica de evolución demográfica de Roxborough entre 2000 y 2011 |
|                                                                  |